# 斉藤瑞己
斉藤 瑞己（さいとう みずき、1996年 - ）は、日本の男子エアロビック選手。

## 経歴
群馬県太田市出身。太田市立太田小学校、太田市立西中学校、群馬県立太田東高等学校、群馬大学教育学部卒業。保育園時代にエアロビックを始める。ユース時代から国際大会「スズキワールドカップ」で優勝を収める。
2016年、群馬大学2年在学中に世界エアロビック体操選手権男子シングルで金メダルを獲得し、日本男子選手として初の同大会金メダル獲得となった。トリオの部では金井拓海、北爪凜々と組んで銀メダル。
ワールドゲームズ2017ではトリオで金井、北爪とともに金メダル獲得。
2018年世界エアロビック選手権男子シングルで2連覇達成。